# ロキシュキス

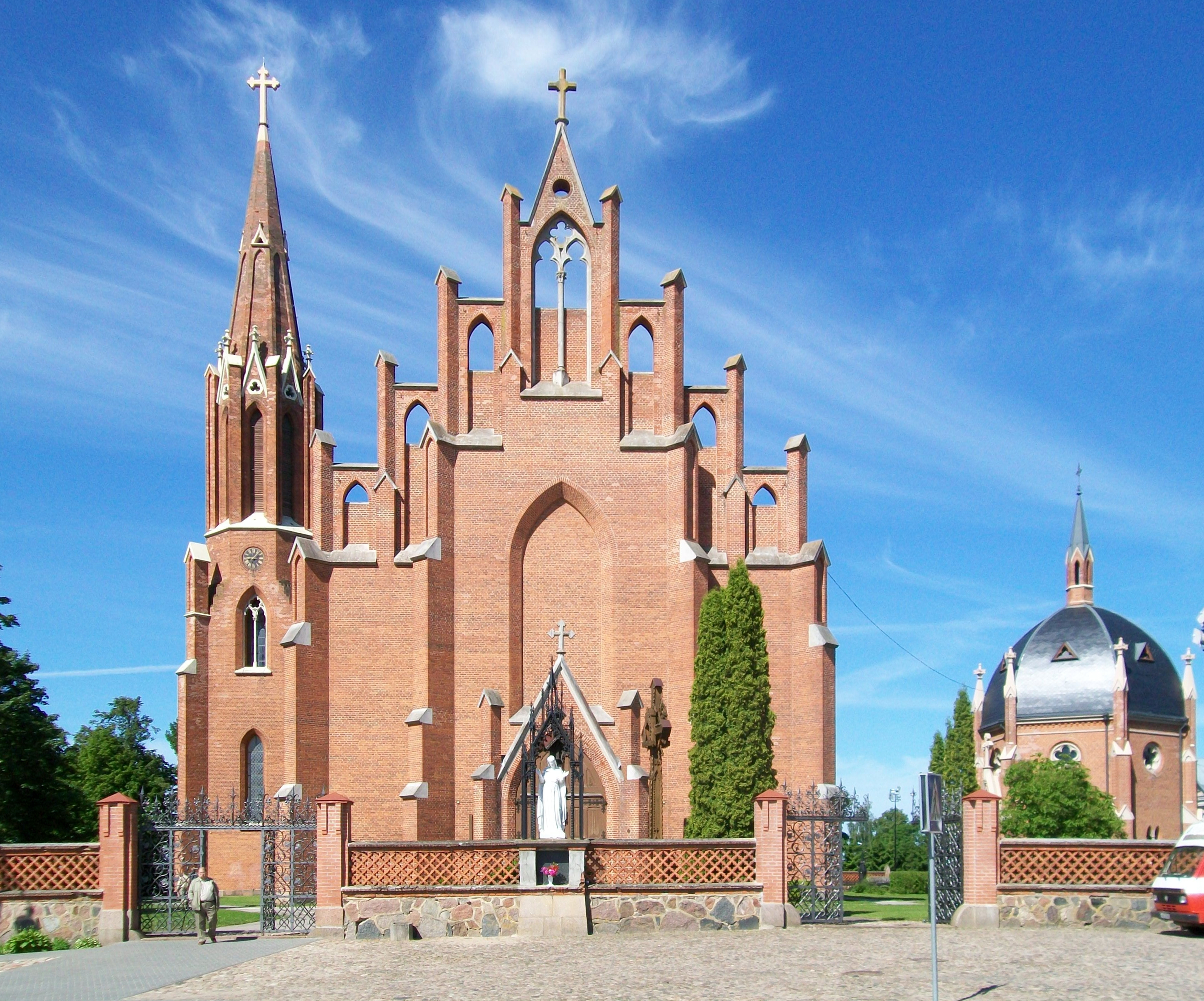
ロキシュキスにある教会

ロキシュキス（リトアニア語: Rokiškis）はリトアニアの北部にある都市。

## 都市名
伝説では、ロキシュキスの名称は、猟師のロカス (Rokas) がウサギ（リトアニア語でキシュキス (kiškis) ）を捕まえたとき、助手が「ロキシュキス！」（Rok-iškis）と叫んだことに由来するとされる。

## 人口
- 1823年 - 200人
- 1868年 - 529人
- 1897年 - 2,700人
- 1899年 - 3,000人
- 1923年 - 4,325人
- 1931年 - 4,630人
- 1939年 - 5,480人
- 1959年 - 5,500人
- 1970年 - 9,153人
- 1976年 - 11,800人
- 1979年 - 13,192人
- 1989年 - 17,826人
- 2001年 - 16,746人